# Eryx (arme)
Pour les articles homonymes, voir Éryx.
L'Eryx est un missile antichar courte portée français construit par MBDA.
Il tire son nom du serpent des sables du désert réputé pour son agilité.

## Conception

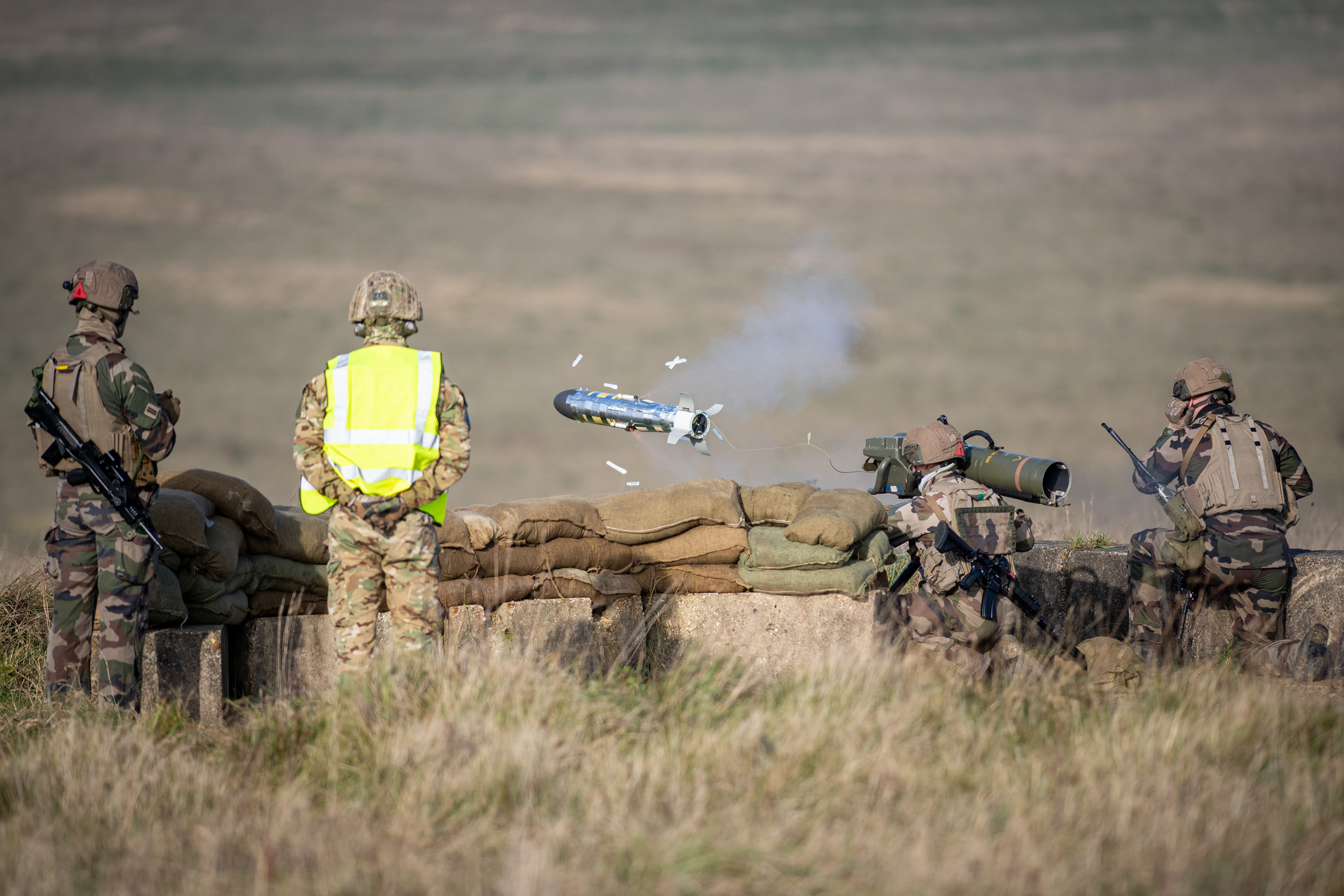
Tir d'un Eryx lors d'un exercice franco-britannique dans la plaine de Salisbury en 2020.

Le missile Eryx a été conçu à partir de 1983 par Aérospatiale pour fournir à l'infanterie une arme d'une portée de 50m à 600 m efficace face aux nouveaux types de blindage en  alternative au système MILAN d'Euromissile (depuis intégrée dans MBDA) pour le combat urbain. Le cahier des charges stipulait que le système devait être le plus simple avec peu d’équipements de pilotage (intercepteurs de jet, gyroscope de roulis et liaison filaire) et le plus compact possible tout en pouvant pénétrer tous les blindages en service dans les années 2000. De plus, il devait avoir une grande précision, pouvoir être tiré depuis un endroit clos, peser moins de 12 kg et avoir un coût unitaire faible
Il est envisagé en 1990 pour l'armée française 60 000 missiles à 33 000 francs français l'unité et 2 000 postes de tir à 130 000 Frs. Mais la cadence et la quantité ayant beaucoup diminué, les prix ont doublé et, en 2000, le prix unitaire du poste de tir est de 279 700 francs et celui du missile de 69 400 francs.
Finalement, 700 postes de tir et 12 000 missiles sont fournis jusqu'à fin 2000 pour un programme estimé au total à 2,46 milliards de francs. En 2004, un régiment d'infanterie français dispose organiquement de 14 postes de tir de missiles antichars Milan et 24 postes de tir de missiles antichars Eryx.
La production en série commença en 1991 et en 2000 plus de 46 000 missiles et 3 200 postes de tir ont été construits.
Après des négociations annoncées en août 1987, un accord fut conclu en 1989 entre la France et le Canada afin de produire l'Eryx en coopération.
La Turquie exprima son intention de se doter du système Eryx pour un contrat de 450 millions de dollars américains à condition de pouvoir en produire une partie localement. Les négociations n'aboutirent pas.
Un modèle similaire nommé Bumbar (en) (en serbe : Бумбар, « bourdon» ), est en service en Serbie et au Monténégro ; il semble que ce soit une copie non autorisée produite par l'Institut technique militaire de l'armée de Serbie-Monténégro.

## Description

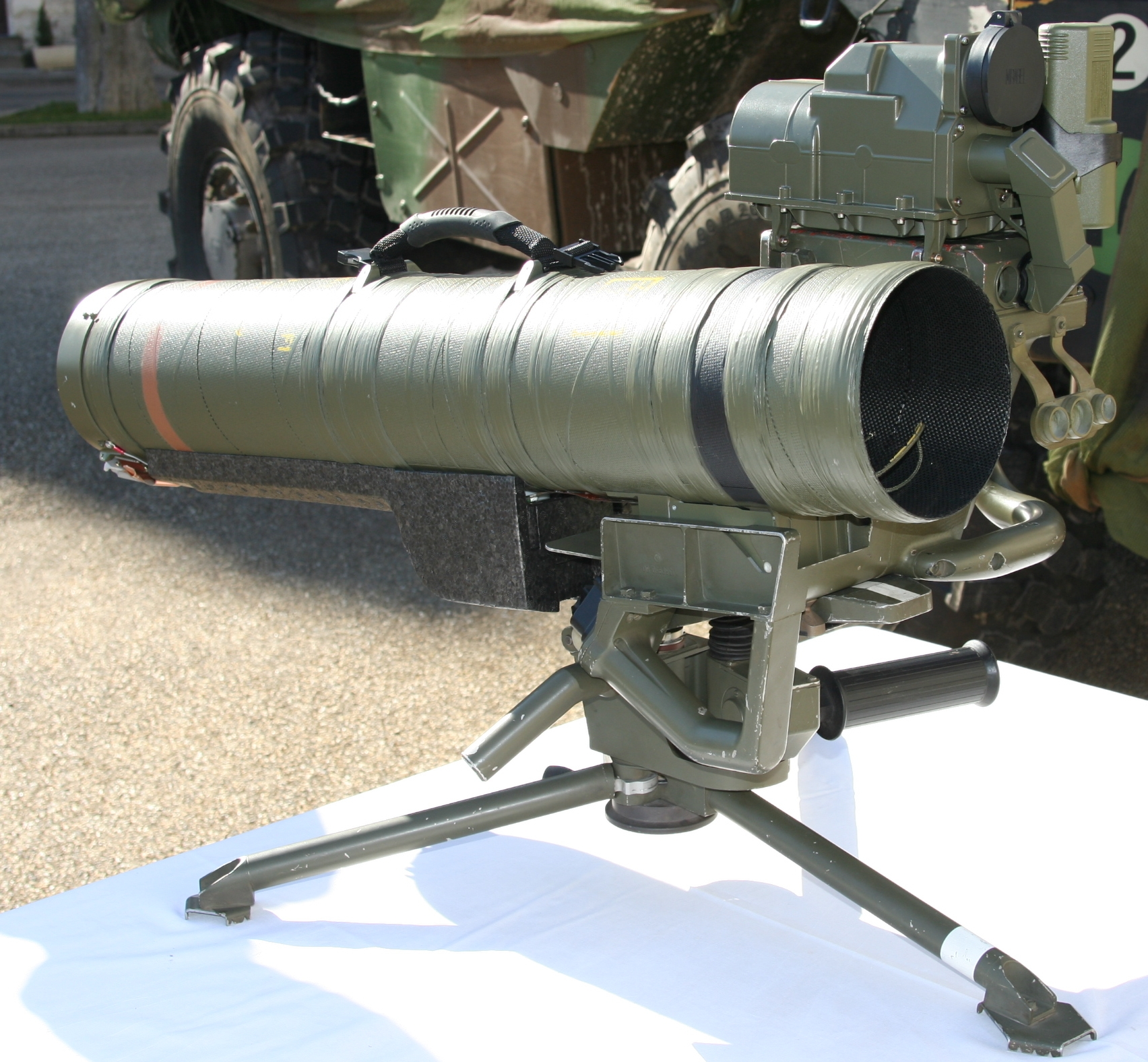
Poste de tir Eryx en service dans le 2e régiment étranger d'infanterie en 2007.

Le système Eryx consiste en un missile d'un diamètre de 136 mm conditionné dans un tube dans lequel il est transporté et stocké en attendant d'être utilisé, et d'un poste de tir regroupant les systèmes de mise à feu, de détection et de mesure. Il n'est pas largable par parachutage.
Le missile peut être mis en place et paré à faire feu en 5 secondes. Durant le vol du missile (4,3 secondes pour 600 m), le tireur doit seulement garder le viseur sur la cible. Le missile emporte une balise infrarouge qui est captée par le poste de tir qui calcule la dérive et envoie les corrections au missile via un fil qui se déroule derrière le missile.
Il est rendu spécialement agile par une application immédiate des forces de commande de trajectoire au plus près du centre de gravité, ce qui lui permet de réagir beaucoup plus rapidement que lorsque les forces de gouverne s'appliquent aux extrémités avant ou arrière de la structure.
Celle-ci permet au missile Eryx de contrer très tôt après le tir les perturbations du tube de lancement. La vitesse de sortie de ce tube est assez faible afin de permettre le tir dans une enceinte close à travers une fenêtre par exemple, et par conséquent avec discrétion et de faibles perturbations latérales sur la trajectoire initiale. Au lancement, la vitesse du missile est de 18 m/s peu après l'accélération du moteur propulse le missile à 245 m/s.
Le missile est en autorotation et n'utilise pour son pilotage qu'une seule gouverne de jet, ce qui rend sa construction économique. Il peut être tiré de l'épaule ou d'un trépied.
Son système de traitement des brouilleurs infrarouges et la puissance de sa charge explosive assurent en dernier recours la défense du fantassin isolé contre les blindés à courte portée.
La dernière version du Eryx possède une charge militaire en tandem lui permettant de traverser 900 mm de blindage ou 2,5 m de béton ainsi que 5 m de terre.
Un imageur thermique MIRABEL peut être monté sur le poste de tir afin de permettre son utilisation de nuit ou en cas de mauvaise visibilité. Le système MIRABEL est développé par un consortium entre Thales (ex-Thomson-CSF Optronique) et Allied Signal Aerospace Canada, il a une masse de 3,4 kg.

## Remplacement
Il devait être remplacé à partir de 2023/2024 mais, en juin 2024, il est annoncé qu'il sera conservé jusqu'en 2026 et remplacé par le NLAW dans l'attente d'une solution nationale pour un « antichar courte portée » (ACCP) à l'horizon 2030.

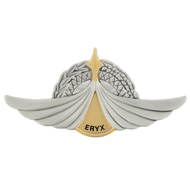
Insigne français de qualification de tireur ERYX

## Utilisateurs
Chiffres fin 2000, :
- Brésil : 7 postes et 57 missiles
- Canada : 425 postes et 7 100 missiles, retirés en 2010
- France : 700 postes et 12 000 missiles, 492 postes en 2011[11], 630 postes au 1er juillet 2021. 200 postes devraient être vendu en 2027[12].
- Malaisie : 25 postes et 230 missiles
- Norvège : 424 postes et 7 200 missiles
- Turquie : 1 600 postes et 19 200 missiles
- Koweït : 20 postes et 300 missiles